# Тогочинський Олексій Михайлович

Олексі́й Миха́йлович Тогочи́нський (25 серпня 1971) — ректор академії Державної пенітенціарної служби, доктор педагогічних наук, доцент, полковник внутрішньої служби.

## Життєпис
Народився 25 серпня 1971 року.
Протягом багатьох років обіймав керівні посади в Національній академії внутрішніх справ України, очолював Інститут післядипломної освіти.
З 2014 року — начальник департаменту по роботі з персоналом апарату Державної пенітенціарної служби України.
З 12 листопада 2015 року ректор Академії Державної пенітенціарної служби.
Кандидат педагогічних наук, доцент. Керівник наукових робіт поданих на здобуття наукового ступеню кандидат педагогічних наук.
У 2003 році в Національній академії Прикордонних військ України ім. Богдана Хмельницького захістив дисертацію з педагогічних наук за спеціальністю 13.00.04 на тему: «Виховання моральних орієнтацій у майбутніх офіцерів внутрішніх військ МВС України».
Влітку 2016 року в Чернігівському національному педагогічному університеті імені Т. Г. Шевченка захистив докторську дисертацію за спеціальністю 13.00.04 (теорія і методика професійної освіти), на тему: «Теоретичні і методичні основи формування соціальної компетентності слухачів та курсантів вищих навчальних закладів МВС України».

## Освіта
- Кам'янець-Подільське вище військово-інженерне командне училище ім. Маршала інженерних військ В. К. Харченка (1993);
- Національна академія прикордонних військ України ім. Б. Хмельницького (2001);
- Національна академія внутрішніх справ за спеціальністю «правознавство» (2012).